# Ken, l'enfant-loup
Ken, l'enfant-loup (狼少年ケン, Ōkami shōnen Ken) est la première série télévisée d'animation japonaise de Toei Animation, diffusée du 25 novembre 1963 au 12 juillet 1965 sur TV Asahi.